# Suge
Suge (conosciuto anche come Suge (Yea Yea)) è un singolo del rapper statunitense DaBaby, pubblicato il 23 aprile 2019 come primo estratto dal primo album in studio Baby on Baby.

## Descrizione
Seconda traccia dell'album, Suge è stato scritto dallo stesso interprete e prodotto da JetsonMade e Pooh Beatz.

## Video musicale
Il video musicale, diretto dai Reel Goats, è stato reso disponibile il 4 marzo 2019. Nel video, DaBaby veste i panni di una varietà di ruoli, tra cui un postino e Suge Knight. Il video presenta anche uno spezzone della canzone introduttiva del suo album, Taking It Out.

## Accoglienza
Julian Kimble per The Washington Post ha dichiarato che la canzone «mette in mostra la versatilità di DaBaby nel suonare "soave" e la sua capacità di "premere l'interruttore"». Will Schube di Noisey ha elogiato il brano, dicendo che Suge è «una delle tracce migliori del disco e un disordine irrequieto di linee», aggiungendo che il rapper «si congiunge in un modo che ricorda Young Thug».

## Remix
La rapper trinidadiana Nicki Minaj ha realizzato un remix non ufficiale della première della canzone nel suo show, Queen Radio. Ha scritto la sua strofa il giorno prima dell'uscita della canzone.
L'8 agosto 2019 i rapper Joyner Lucas e Tory Lanez hanno terminato il loro dissing che era iniziato nel 2018 presentando una versione remix della canzone.

## Formazione
- DaBaby – voce
- JetsonMade – produzione
- Pooh Beatz – produzione
- Glenn Tabor III – mastering
- Kevin McCloskey – missaggio
- Zach Steele – registrazione

## Successo commerciale
Suge ha raggiunto la 7ª posizione della Billboard Hot 100, divenendo la prima top ten dell'interprete.

## Classifiche

### Classifiche settimanali
| Classifica (2019) | Posizione massima |
| ----------------- | ----------------- |
| Australia         | 58                |
| Belgio (Fiandre)  | 86                |
| Canada            | 32                |
| Grecia            | 25                |
| Irlanda           | 65                |
| Lituania          | 36                |
| Portogallo        | 77                |
| Stati Uniti       | 7                 |

### Classifiche di fine anno
| Classifica (2019) | Posizione |
| ----------------- | --------- |
| Canada            | 75        |
| Stati Uniti       | 24        |